# Stogniewice
Stogniewice (niem. Herzberg) – wieś w Polsce położona w województwie wielkopolskim, w powiecie kępińskim, w gminie Rychtal.

## Historia
Wieś założona została przez kolonistów saksońskich w 1770 w kolonizacji fryderycjańskiej i nazwana na cześć hrabiego Ewalda von Herzberg jako Herzberg. Nazwa Stogniewice pojawiła się po aneksji regionu rychtalskiego po I wojnie światowej.
W latach 1975–1998 miejscowość administracyjnie należała do województwa kaliskiego.